# Christovam Chiaradia
Christovam Chiaradia (Córrego do Bom Jesus, 4 de setembro de 1931 - Brasília, 11 de setembro de 1991) foi um advogado e político brasileiro do estado de Minas Gerais.

Em 1962, candidatou-se a deputado estadual em Minas Gerais, mas não foi eleito.
Novamente candidatou-se para o pleito seguinte, e atuou na Assembleia Legislativa de Minas Gerais, sendo deputado estadual em Minas Gerais, durante o período de 1967 a 1977 (da 6ª à 8ª legislatura).

No ano de 1978, Christovam Chiaradia candidatou-se a deputado federal por Minas Gerais, sendo eleito e atuando durante quatro mandatos consecutivos na Câmara (1979-1995). Faleceu no plenário da Câmara, vitimado por um infarto fulminante. 
Ausentou-se da votação da Emenda Dante de Oliveira em 1984 que propunha Eleições Diretas para Presidência da República, faltaram vinte e dois votos para a emenda ser aprovada.